# Чебет, Джозеф
Джозеф Чебет (23 августа 1970 — 7 июля 2023) — кенийский бегун на длинные дистанции, который специализировался в марафоне.
Международную карьеру начал в 1996 году. В 1997 году стал победителем полумарафона Route Du Vin в Ремихе с результатом 1:00.53. Его родной брат Питер Чебет также известный марафонец.
В настоящее время завершил карьеру.

## Достижения
- Победитель Амстердамского марафона 1996 года — 2:10.57
- 2-е место на Нью-Йоркском марафоне 1997 года — 2:09.27
- 2-е место на Нью-Йоркском марафоне 1998 года — 2:08.48
- 2-е место на Бостонском марафоне 1998 года — 2:07.37
- Победитель Бостонского марафона 1999 года — 2:09.52
- Победитель Нью-Йоркского марафона 1999 года — 2:09.14
- 3-е место на Пражском марафоне 2002 года — 2:12.01
- Победитель Венского марафона 2003 года — 2:14.49